# Първична сила
Първична сила (на английски: WWE Raw) е седмично телевизионно шоу на Световната федерация по кеч (WWE).
Шоуто се излъчва на живо в понеделник в САЩ и на запис в сряда или събота в другите страни. На Първична сила се гледа, като на главно шоу на WWE, в сравнение с другите му сродни предавания, благодарение на по-дългата си история и начина, по-който се рекламира.
От началото на шоуто през 1993 г., Raw е излъчвано на живо от 197 различни арени в 165 града в 9 различни държави (САЩ, Канада, Великобритания, Афганистан през 2005 г., Ирак през 2006 и 2007 г., специално за шоуто Tribute to the Troops, Германия през 1997 г., Япония през 2005 г., Италия през 2007 г. и Мексико през 2011 г.).

## Телевизионни персонажи

### Шампиони
| Шампионска титла                   | Настоящите шампион(и) | Носене | Дата на спечелване | Дни  | Град                    | Пояснение                                          |
| ---------------------------------- | --------------------- | ------ | ------------------ | ---- | ----------------------- | -------------------------------------------------- |
| Универсална титла на WWE           | Брок Леснар           | 1      | 2 април 2017       | 2913 | Орландо, Флорида        | Побеждава Голдбърг на КечМания 33.                 |
| Интерконтинентална титла на WWE    | Сет Ролинс            | 1      | 8 април 2018       | 2542 | Ню Орлиънс, Луизиана    | Побеждава Миз и Фин Балър на Кечмания 34.          |
| Титла при жените на Първична сила  | Ная Джакс             | 1      | 8 април 2018       | 2542 | Ню Орлиънс, Луизиана    | Побеждава Алекса Блис на Кечмания 34.              |
| Отборни титли на Първична сила     | Брей Уаят и Мат Харди | 1      | 27 април 2018      | 2523 | Джеда, Саудитска Арабия | Побеждават Сезаро и Шеймъс Големия Кралски Грохот. |
| Титла в полутежка категория на WWE | Седрик Александър     | 1      | 8 април 2018       | 2542 | Ню Орлиънс, Луизиана    | Побеждава Мустафа Али на Кечмания 34.              |

### Главни фигури
| Пълномощник                  | Позиция                   | Дата на започване | Дата на завършване |
| ---------------------------- | ------------------------- | ----------------- | ------------------ |
| Рик Флеър                    | собственик                | 9 ноември 2001    | 10 юни 2002        |
| Винс Макмеън                 | собственик                | 10 юни 2002       | 15 юни 2009        |
| Ерик Бишов                   | Главен миниджър           | 15 юли 2002       | 5 декември 2005    |
| Джонатан Коучман             | Главен мениджър           | 11 юни 2007       | 6 август 2007      |
| Уилиам Ригъл                 | Главен мениджър           | 6 август 2007     | 19 май 2008        |
| Майк Адамли                  | Главен мениджър           | 28 юли 2008       | 3 ноември 2008     |
| Шейн Макмеън Стефани Макмеън | Главен мениджър           | 3 ноември 2008    | 24 ноември 2008    |
| Стефани Макмеън              | Главен мениджър           | 24 ноември 2008   | 6 април 2009       |
| Вики Гереро                  | Главен мениджър           | 6 април 2009      | 8 юни 2009         |
| Доналд Тръмп                 | Собственик                | 15 юни 2009       | 22 юни 2009        |
| Винс Макмеън                 | Собственик                | 22 юни 2009       | сега               |
| Гост водещи                  | Гост водещ                | 29 юни 2009       | 10 май 2010        |
| Вики Гереро                  | Главен мениджър           | 10 май 2010       | 10 май 2010        |
| Брет Харт                    | Главен мениджър           | 24 май 2010       | 21 юни 2010        |
| Анонимен                     | Главен мениджър           | 21 юни 2010       | 18 юли 2011        |
| Трите Хикса                  | Ръководител на операциите | 18 юли 2011       | сега               |
| Теди Лонг                    | Асистент                  | 5 септември 2011  | 10 октомври 2011   |
| Джон Лауринайтис             | Главен мениджър           | 10 октомври 2011  | 17 юни 2012        |
| Дейвид Отунга                | Юридически съветник       | 10 октомври 2011  | 17 юни 2012        |
| Теди Лонг                    | Асистент                  | 2 април 2012      | 17 юни 2012        |
| Ив Торес                     | Администратор             | 23 април 2012     | 17 юни 2012        |
| Главни мениджъри             | Гости                     | 18 юни 2012       | 16 юли 2012        |
| Ей Джей Лий                  | Главен мениджър           | 23 юли 2012       | 22 октомври 2012   |
| Вики Гереро                  | Управител и надзорник     | 22 октомври 2012  | 8 юли 2013         |
| Брад Мадокс                  | Главен мениджър           | 26 май 2013       |                    |

## Лого
- Първото лого (1993–1997)
- Лого (2016–2019)
- Лого 2019